# Lizardo Rodríguez Nue
Lizardo Rodríguez Nue (30 de agosto de 1910 - morreu em uma data desconhecida) foi um futebolista peruano. Ele competiu na Copa do Mundo FIFA de 1930, sediada no Uruguai, na qual a seleção de seu país terminou na décima colocação dentre os treze participantes.